# Barbechat
Barbechat (bretonisch: Bargazh) ist eine Ortschaft und eine Commune déléguée in der französischen Gemeinde Divatte-sur-Loire mit 1.351 Einwohnern (Stand 1. Januar 2022) im Département Loire-Atlantique in der Region Pays de la Loire. 
Mit Wirkung vom 1. Januar 2016 wurden die Gemeinden La Chapelle-Basse-Mer und Barbechat zu einer Commune nouvelle mit dem Namen Divatte-sur-Loire zusammengelegt.

## Geografie
Barbechat liegt in der historischen Landschaft Goulaine am Rande das Weinbaugebietes Gros Plant du Pays Nantais.

## Geschichte
1868 wurde die Gemeinde aus der Kommune La Chapelle-Basse-Mer herausgelöst.

## Bevölkerungsentwicklung
| Jahr                       | 1962 | 1968 | 1975 | 1982 | 1990 | 1999 | 2008 | 2013 |
| Einwohner                  | 584  | 608  | 566  | 808  | 905  | 1061 | 1268 | 1339 |
| Quellen: Cassini und INSEE |      |      |      |      |      |      |      |      |

## Sehenswürdigkeiten
- Kirche Sainte-Marie-Madeleine

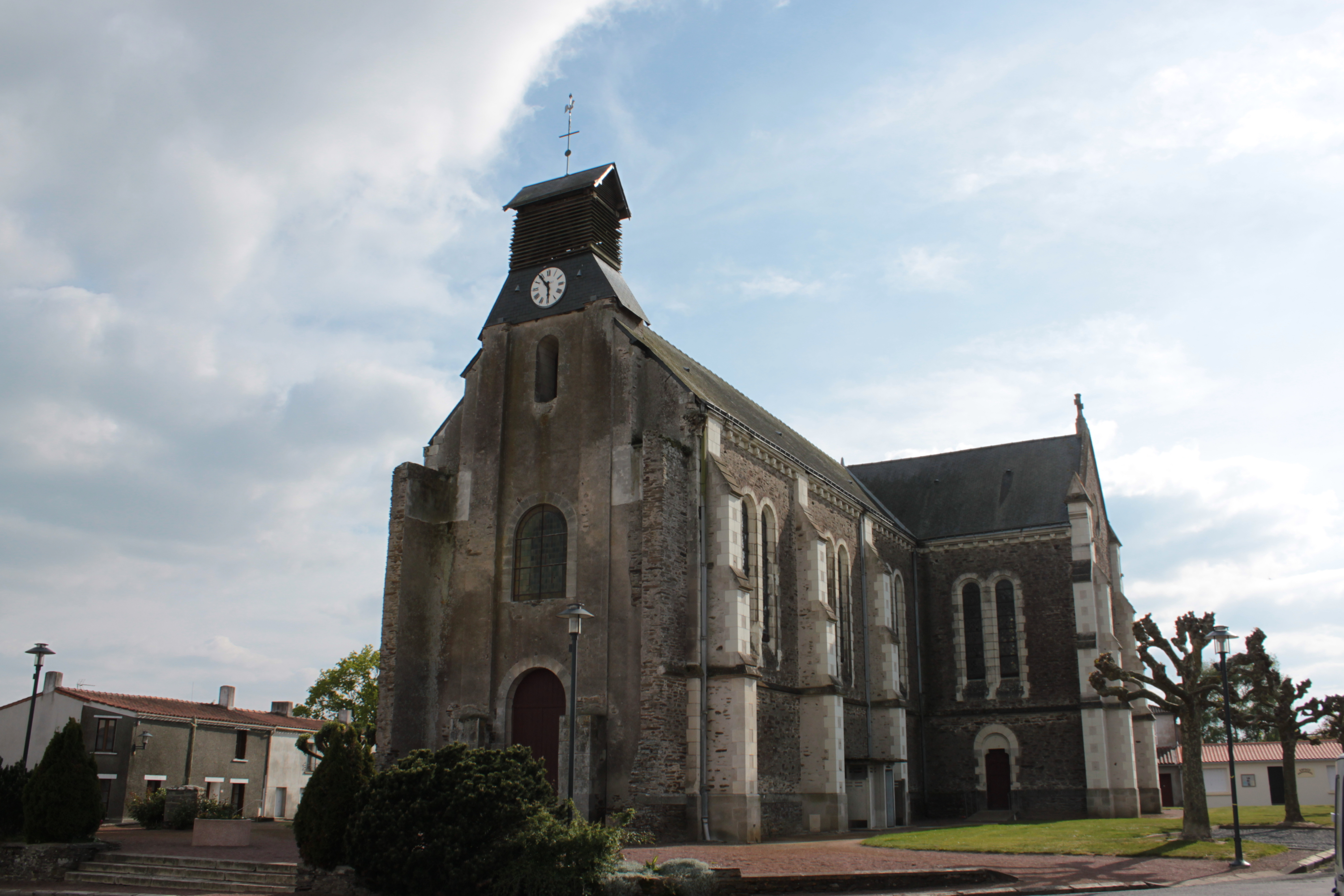
Kirche Sainte-Marie-Madeleine

Siehe auch: Liste der Monuments historiques in Divatte-sur-Loire